# Критичні індекси
Критичні індекси — числа, які характеризують залежність термодинамічних величин і параметрів флуктуацій від температури і зовнішнього поля в околі фазового переходу.

## Фізична природа
При фазових переходах термодинамічні потенціали або похідні від них є розривними функціями своїх параметрів. Детальне дослідження поведінки цих величин в околі фазового переходу, їхньої залежності від температури та інших параметрів, дає можливість отримати інформацію про стан речовини і про природу та механізм фазового переходу. В околі фазового переходу зростає величина та роль флуктуацій в термодинамічній системі. Це призводить до таких явищ, як наприклад, критична опалесценція — помутніння рідини при наближенні до критичної точки.
Критичні індекси позволяють описати характер особливостей в залежностях термодинамічних параметрів від температури, зовнішнього поля, а також локальне упорядкування речовини, яке можна охарактеризувати кореляційною функцією.
Зважаючи на малий інтервал температур поблизу температури фазового переходу, для яких визначені критичні індекси, і степеневі залежності, експериментальне визначення критичних індексів не дуже точне. Якщо для конкретного фазового переходу існують логарифмічні залежності, то експериментально їх визначити неможливо.

## Визначення
Усього розрізняють 8 критичних індексів. Усі залежності апроксимуються степеневими функціями.

### Критичний індекс α
Температурна залежність теплоємності речовини має особливість в точці фазового переходу, яка характеризується критичним індексом {\displaystyle \alpha }
{\displaystyle C_{P}\propto |T-T_{c}|^{-\alpha }},
де {\displaystyle C_{P}} — теплоємність при сталому тиску, {\displaystyle T} — температура, {\displaystyle T_{c}} — критична температура.

### Критичний індекс β
Температурна залежність параметра порядку {\displaystyle \eta } в низькотемпературній фазі визначає критичний індекс {\displaystyle \beta }:
{\displaystyle \eta \propto (T_{c}-T)^{\beta }}
У високотемпературній фазі параметр порядку дорівнює нулю.

### Критичний індекс ν
Залежність кореляційного радіусу {\displaystyle r_{c}} від температури визначає індекс {\displaystyle \nu }
{\displaystyle r_{c}\propto |T-T_{c}|^{-\nu }}

### Критичний індекс ζ
Залежність кореляційної функції {\displaystyle G} для флуктуацій від віддалі r при малих віддалях визначає критичний індекс {\displaystyle \zeta }
{\displaystyle G(r)\propto r^{-(d-2+\zeta )}}
де d — розмірність простору. У випадку тривимірного простору d = 3.

### Критичний індекс γ
Залежність сприйнятливості {\displaystyle \chi } від температури визначає критичний індекс {\displaystyle \gamma }.
{\displaystyle \chi \propto |T-T_{c}|^{-\gamma }}

### Критичний індекс ε
Залежність теплоємності при сталому тиску від зовнішнього поля h визначає критичний індекс {\displaystyle \varepsilon }.
{\displaystyle C_{P}\propto h^{-\varepsilon }}

### Критичний індекс δ
Залежність параметра порядку від зовнішнього поля h визначає критичний індекс {\displaystyle \delta }.
{\displaystyle \eta \propto h^{1/\delta }}

### Критичний індекс μ
Залежність кореляційного радіусу від зовнішнього поля h визначає критичний індекс {\displaystyle \mu }.
{\displaystyle r_{c}\propto h^{-\mu }}

## Співвідношення між критичними індексами
Критичні індекси не є незалежними один від іншого, оскільки вони описують той самий фазовий перехід. Між ними існують точні співвідношення
{\displaystyle \alpha +2\beta +\gamma =2\,}
{\displaystyle \beta \delta =\beta +\gamma \,}
{\displaystyle \varepsilon (\beta +\gamma )=\alpha \,}
{\displaystyle \mu (\beta +\gamma )=\nu \,}
{\displaystyle \nu (2-\zeta )=\gamma \,}
Враховуючи ці співвідношення, тільки три з восьми індексів є незалежними.

## Значення
Найточнішим експериментальним значенням для критичного індексу є {\displaystyle \alpha =-0,0127} для переходу гелію в надплинний стан.